# Stefan Sadowski
Stefan Sadowski (ur. 17 lipca 1941 w Bliżynie na Kielecczyźnie, zm. 19 grudnia 2023 w Polanicy-Zdroju) – polski artysta zajmujący się szkłem artystycznym i projektowaniem szkła użytkowego.

## Życiorys
Studiował na Wydziale Malarstwa Grafiki i Rzeźby ze specjalizacją Studium Projektowania Szkła, pod kierunkiem profesorów Marii i Stanisława Dawskich w Państwowej Wyższej Szkole Sztuk Plastycznych we Wrocławiu w latach 1963–1969. Od 1968 (po uzyskaniu absolutorium) jako projektant w Hucie Szkła „Sudety”, od 1975 jako kierownik Ośrodka Wzorów HSG „Sudety” w Szczytnej, później jako główny specjalista
Twórca wielu projektów, naczyń i zestawów, wytwarzanych w szkle sodowym dmuchanym, potem w zdobionym szlifami szkle kryształowym. W 1986 założył własną pracownię „Glass Studio” w Polanicy-Zdroju. Projektuje także szkło unikatowe ze szkła warstwowego formowanego na gorąco, z zatapianiem koloru i pęcherzyków powietrza. Wylewane w pracowni domowej bryły szkła są kolorowane tlenkami metali, matowane lub piaskowane. Światło wzbogacające rzeźbę i kolorystykę zbliża prace do witraży.
Swoją twórczość z zakresu szkła użytkowego prezentował wielokrotnie na Międzynarodowych Targach w Poznaniu i Międzynarodowych Targach we Frankfurcie nad Menem. Szkło artystyczne eksponował na licznych wystawach indywidualnych i zbiorowych w kraju i za granicą. Prace jego w dziedzinie szkła użytkowego i artystycznego znajdują się w Muzeum Narodowym w Warszawie, Muzeum Narodowym we Wrocławiu, Muzeum Rzemiosł Artystycznych w Poznaniu oraz w muzeach w Jeleniej Górze, Sosnowcu, Sandomierzu oraz w Muzeum Ziemi Kłodzkiej w Kłodzku i Muzeum Zamkowym w Książu, a także w muzeach zagranicznych: w Antwerpii (Belgia), Glasmuseet w Ebeltoft (Dania), Walencji (Hiszpania), Europäisches Museum für Modernes Glas des Veste Coburg w Coburgu i galerii Glasmalerei Peters Studios w Paderborn (Niemcy) oraz w wielu kolekcjach prywatnych w kraju i za granicą.
Od 1969 był członkiem Związku Polskich Artystów Plastyków, od 1980 członkiem NSZZ „Solidarność”. Był radnym Rady Miejskiej w Polanicy-Zdroju w latach 1990–1994.

## Wystawy indywidualne
- 1980 – Biuro Wystaw Artystycznych w Kłodzku
- 1981 – Ośrodek Informacji i Kultury Polskiej, Lipsk (NRD)
- 1984 – Letnia Polsko-Niemiecka Akademia Sztuk Pięknych „Wapiennik”, Kletno
- 1986 – Galeria „W pasażu”[4][5], Wrocław (wraz z Andrzejem Klimczakiem-Dobrzanieckim)
- 1989 – Galeria „Nowogrodzka”[6], Warszawa
- 1990 – Galeria” „Nøglebeak”, Odense (Dania)
- 1992 – Biuro Wystaw Artystycznych w Wałbrzychu
- 1993 – Château d’Ouepeye w Belgii
- 1993 – Biuro Wystaw Artystycznych w Kłodzku
- 1994 – Biuro Wystaw Artystycznych w Kłodzku
- 1995 – Galeria „Nie tylko my”, Wrocław (z J. Robaszewskim)
- 1995 – Galeria Bolesławieckiego Ośrodka Kultury, Bolesławiec (z J. Robaszewskim)
- 1999 – Galeria „Na piętrze”, Koszalin
- 2000 – Muzeum Narodowe we Wrocławiu[7]
- 2002 – Miejskie Centrum Kultury, Polanica-Zdrój
- 2002 – Pejzaże wewnętrzne. Galeria „Jadwiga” w Centrum Kulturalnym „Wzgórze Zamkowe”[8], Lubin
- 2005 – Künstlergalerie der Glasmalerei Peters[9], Paderborn (Niemcy)
- 2016 – Szklane Światy. Flamingi i Inselbergi. Galeria Sztuki „Socato” we Wrocławiu[10]
- 2016–2017 – Szklane światy. Muzeum Ziemi Kłodzkiej[11], Kłodzko[12]

## Udział w wystawach zbiorowych
- 1971, 1972, 1973 – Ogólnopolska Wystawa Grafiki, „Zachęta”, Warszawa[13]
- 1975 – Ogólnopolska Wystawa Szkła Artystycznego i Użytkowego, Katowice
- 1976 – Triennale Szkła i Ceramiki, Jablonec (Czechosłowacja)
- 1977 – Ogólnopolska Wystawa Szkła Artystycznego i Użytkowego, Katowice
- 1977 – Triennale Szkła, Kłodzko
- 1977 – Coburger Glaspreis für moderne Glasgestaltung in Europa[14], Coburg (Niemcy)
- 1979 – Berlin, Lipsk, Budapeszt, Kłodzko, Katowice
- 1980 – Polskie Szkło, Zurych, Lucerna (Szwajcaria)
- 1982 – Galerie Rob van den Doel den Haag, Haga (Holandia)
- 1983 – Vicointer ‘83, Walencja (Hiszpania)
- 1985 – Zweiter Coburger Glaspreis für moderne Glasgestaltung in Europa[15], Coburg (Niemcy)
- 1988 – III Internationales Glassymposium[16], Frauenau (Niemcy)
- 1989 – Contemporary European Sculptures in Crystal and Glass[17], Liège (Belgia)
- 1989–1990 – Ogólnopolska Wystawa Szkła, Instytut Wzornictwa Przemysłowego, Warszawa
- 1990 – The International Exhibition of Glass Kanazawa ‘90[18], Kanazawa (Japonia)
- 1990 – Okręgowa Wystawa ZPAP, Muzeum Narodowe, Wrocław
- 1990 – Artists Confronting the Inconceivable, American Interfaith Institute[19], Philadelphia (USA)
- 1992 – The International Exhibition of Glass Kanazawa ‘92[20], Kanazawa (Japonia)
- 1995 – Nasza Obecność – Unsere Gegenwart, Galerie der Künstler, Monachium (Niemcy)
- 1996 – II Internationale Glaskunst Triennale, Messezentrum Nürnberg[21], Norymberga (Niemcy)
- 1996 – Szkło i malarstwo Wrocławia, Galeria „Sukiennice”, Kraków
- 1996 – Nowe polskie szkło. Hommage à Henryk Albin Tomaszewski[22], Muzeum Narodowe, Wrocław
- 1996 – Nowe polskie szkło, Fińskie Muzeum Szkła, Suomen Lasimuseo Rühimäki (Finlandia)
- 1997 – Współczesne Kłodzkie Szkło Artystyczne[23], Muzeum Ziemi Kłodzkiej, Kłodzko
- 1999 – „Salon Kłodzki”, Kłodzki Ośrodek Kultury, Kłodzko
- 1999 – Szkło artystyczne z kolekcji Wałbrzyskiej Galerii Sztuki BWA „Zamek Książ”[24]
- 2000 – Internationales Glassymposium, Frauenau[25], Niemcy
- 2001 – Polskie szkło współczesne ostatniej dekady XX wieku[26], Muzeum Okręgowe, Jelenia Góra
- 2003 – Ciąg dalszy, Dolnośląskie Wystawy Sztuki „Szkło 2003”[27], „Arsenał”, Wrocław
- 2005 – Ciąg dalszy. Dolnośląskie Wystawy Sztuki „Rzeźba 2005”[28], Wrocław
- 2005 – Das farbige Licht, Hans-Reiffenstuel-Haus Museum[29], Pfarrkirchen (Niemcy)
- 2011 – BWA, Galeria Sztuki Współczesnej we Wrocławiu. Jubileuszowa wystawa Po setce 100 lat Związku Polskich Artystów Plastyków (ZPAP)[30]
- 2012 – Nowe Otwarcie. Wystawa interdyscyplinarna zorganizowana przez Zarząd Główny Związku Polskich Artystów Plastyków, Warszawa

## Nagrody
- Ogólnopolska Wystawa Szkła Artystycznego i Użytkowego, Katowice – wyróżnienie, 1975 i 1977.
- Triennale Szkła w Kłodzku – medal brązowy, 1977.
- Ogólnopolska Wystawa Szkła Artystycznego i Użytkowego, Katowice – nagroda fundowana, 1979.
- Międzynarodowe Targi Poznańskie – „Wzór Roku”, 1982[2].
- Artists Confronting the Inconceivable, American Interfaith Institute, Philadelphia – medal brązowy, 1992[2].